# Petrus Comestor

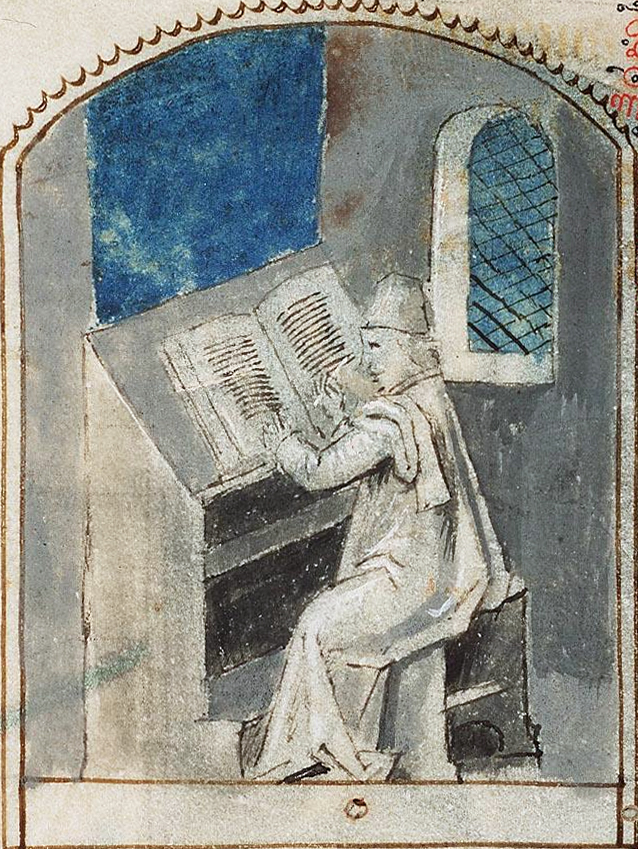
Darstellung von Petrus Comestor in einer späteren Abschrift der Historia Scholastica, ca. 1470

Petrus (Peter) Comestor (* um 1100 in Troyes; † 22. Oktober 1178 in Paris), auch Petrus Manducator, war ein französischer Theologe.
Er wirkte zunächst an der Kirche Notre-Dame von Troyes und pflegte als Presbyter Trecensis zu unterzeichnen. Schon vor 1148 war er Dekan des Domkapitels geworden und erhielt 1148 ein Benefizium. In Paris war er Schüler von Petrus Lombardus. Um 1160 zählte er zum Domkapitel von Notre-Dame de Paris und wurde im gleichen Jahr Kanzler. Gleichzeitig leitete er die dortige theologische Schule. In Paris schrieb Petrus Comestor seine Historia Scholastica, er widmete sie dem Bischof von Sens, Guillaume aux Blanches Mains (1169–1176). 1178 zog er sich in das Pariser Kloster St. Viktor zurück und starb dort noch im selben Jahr.
Der Beiname Comestor (der Verzehrer), begleitete Petrus schon zu Lebzeiten wegen seiner Leidenschaft für das Bücherlesen.
Die Historia Scholastica ist eine Art biblisches Lehrbuch der Weltgeschichte und fand weite Verbreitung. Der Autor beginnt seine Erzählung mit der Schöpfungsgeschichte und setzt sie fort bis zu den Ereignissen aus der Apostelgeschichte. Als Quellen dienten ihm sowohl die Bibel als auch Schriften weltlicher Autoren, besonders Flavius Josephus bzgl. des Anfangs der Evangelien. Hinweise aus Geographie, Kosmologie, Philosophie, Theologie, Etymologie usw. bilden einen Kommentar zur Hl. Schrift.